# Мария де Бурбон-Сен-Поль
Мария де Бурбон Сен-Поль (фр. Marie de Bourbon-Saint-Pol; 30 мая 1539, Ла-Фер — 7 апреля 1601, Понтуаз) — герцогиня де Лонгвиль (по правам мужа), графиня де Сен-Поль, герцогиня д’Эстутвиль.
Дочь Франсуа де Бурбона, графа де Сен-Поль (1491—1545), и Адриенны д’Эстутвиль (1512—1560).
С 1545 года до замужества находилась под опекой матери. В 1546 году после смерти своего брата Франсуа II, умершего в возрасте 12 лет, унаследовала графство Сен-Поль. Смогла вступить в свои права только в 1559 году после заключения Като-Камбрезийского мира.
В 1557 году, 14 июня, вышла замуж за своего родственника Жана де Бурбона, графа Суассона. Но уже 10 августа тот погиб в битве при Сен-Кантене.
В 1560 году вышла замуж за Франсуа Клевского, герцога Невера, но тот вскоре умер.
После смерти матери унаследовала герцогство Эстутвиль. Попытка получить графство Монфор-л'Амори не удалась - вдовствующая королева Екатерина Медичи ( в то время - регент Франции) в 1561 году забрала его себе в качестве компенсации за часть приданого. 
Третьим браком Мария де Бурбон-Сен-Поль была замужем за Леонором Орлеанским, герцогом де Лонгвиль (свадьба 2 июля 1565 года). После его смерти с 1573 года от имени сначала сына, затем внука управляла княжеством Невшатель. В 1579 году в результате длительных и сложных переговоров, продолжавшихся около трёх лет, за 70 000 золотых экю купила у наследников умершего в 1565 году графа Рене де Шаллана соседнюю с Невшателем сеньорию Валанжен. В 1588 году восстановила в Невшателе чеканку монет.
Дети (кроме умерших в младенческом и подростковом возрасте):
- Анри Орлеанский (1568—1595), герцог де Лонгвиль;
- Франсуа III Орлеанский (ум. 1631), граф де Сен-Поль;
- Катарина Орлеанская (ум. 1638), монахиня;
- Антуанетта Орлеанская (1572—1618), жена Шарля де Гонди, маркиза де Бель-Иль;
- Маргарита Орлеанская, демуазель д’Эстутвиль (ум. 1615);
- Элеонора, дама де Гасе, жена Шарля де Гуайона де Матиньона.